# Turul Szövetség

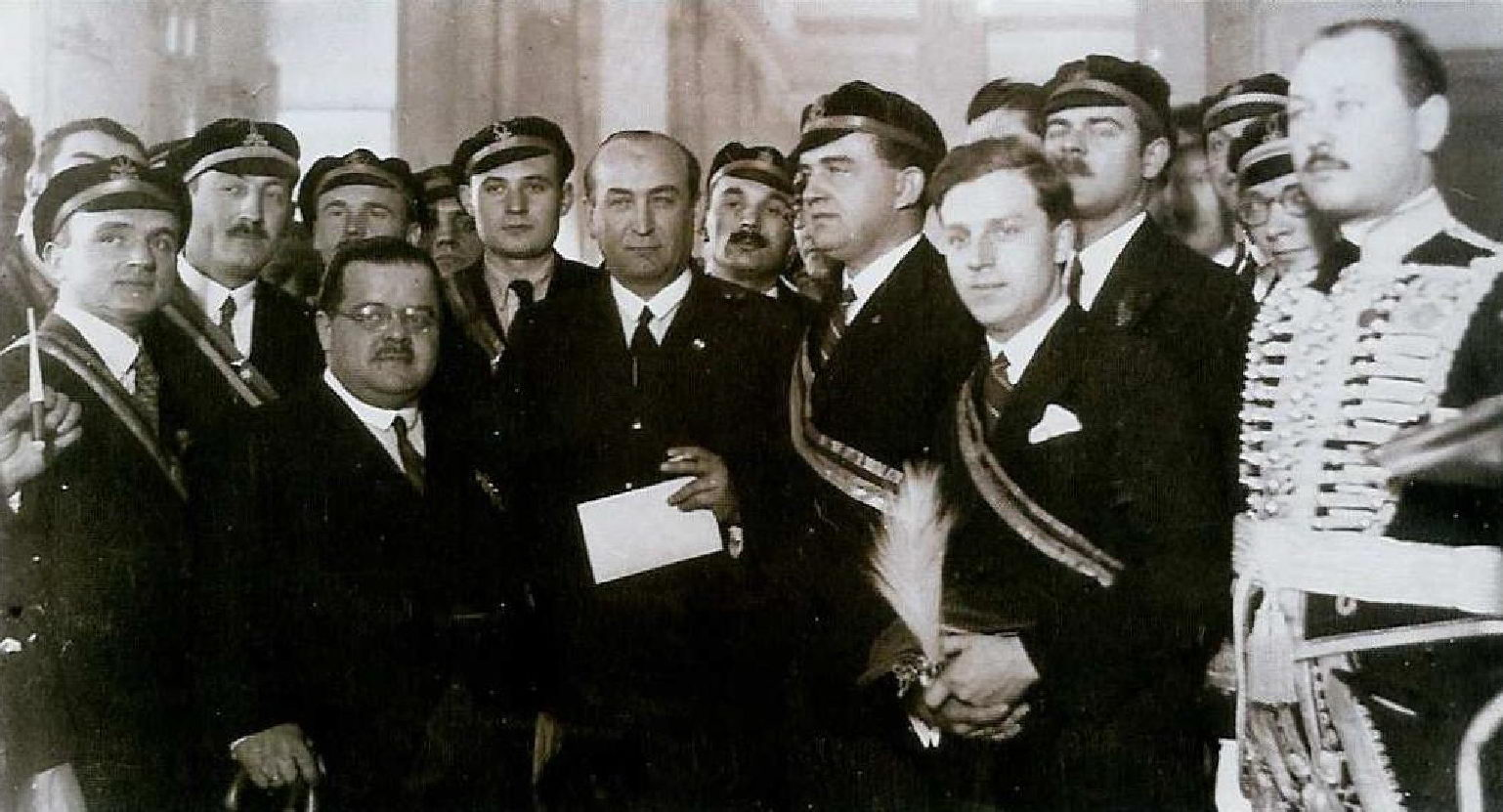
Gömbös Gyula miniszterelnök (cigarettával) a Turul Szövetség vezetőivel 1933-ban (balján Végváry József Turul-fővezér)

A Turul Szövetség (Magyar Egyetemek és Főiskolák Országos Nemzeti Turul Szövetsége Előkészítő Bizottsága) a Horthy-kori Magyarország legjelentősebb egyetemi ifjúsági szervezete 1919 és 1945 között.
A 30-as évekre egyetemista szervezetből tagegyesületei révén az egész országot behálózó, széles tömegbázisú mozgalommá vált. Jobboldali radikális alapállás, keresztény-nemzeti gondolkodás, militarizmus, trianoni revizionizmus és antiszemitizmus, a zsidóság visszaszorítására irányuló törekvések jellemezték. A tanácsdiktatúra utáni rendteremtést az egyetemeken biztosító egyetemista karhatalmi csapatokból fejlődtek állandó szervezetté. Kiálltak Horthy Miklós mellett IV. Károly restaurációs kísérletei idején, a kormányzó mellett harcoltak az 1921 őszi budaörsi csatában. Jelentős részük volt a zsidó hallgatók elleni rendszeres egyetemi atrocitások, antiszemita tüntetések szervezésében. Gömbös Gyula politikai irányvonalához álltak legközelebb. A Turul a Horthy-rendszert fajvédő alapról kritizálta, s követelte a zsidó- és németellenes „őrségváltást”, valamint hogy a keresztény parasztságot politikai, gazdasági és szociális jogokkal ruházzák fel. A 30-as években szociális tevékenysége felerősödött, támogatta a szegény diákokat, szabadidős és népjóléti civil tevékenységek sorát szervezte. Tagjainak száma ekkor elérte a 40 000-et, ideológiai bázisa szélesedett, népi, baloldali elemekkel bővült, tagságában kommunista ill. nyilas szimpatizánsok is jelen voltak. E törésvonalak mentén a szervezet 1943-ban kettészakadt. A két világháború közötti fiatal generációk jelentős részének gondolkodásmódját befolyásoló és meghatározó Turult 1945-ben feloszlatták.

## Története

### Előzmények, történelmi környezet
A jobboldali radikális ifjúsági szervezetek iránti igény előzményei az első világháború végére, illetve az 1918/19-es forradalmak időszakára nyúlnak vissza. A világháborús vereség, az ország trianoni „megcsonkításának” keserű életérzése, az egzisztenciális kilátástalanság, az őszirózsás forradalom, a Tanácsköztársaság, a liberális-pacifista, majd az internacionalista-kommunista mozgalmak ezek alatti előretörése hozta magával, hogy miközben a nagypolitika színterén az (önmaguk által is) „ellenforradalminak” nevezett mozgalmak bontottak zászlót a „keresztény-nemzeti eszme” és a „szegedi gondolat”  meghirdetésével, a jobboldali radikális, nacionalista és irredenta érzelmű fiatalok is szervezkedésbe kezdjenek. Emellett 1919 után a többségi társadalomhoz hasonlóan az egyetemi fiatalság körében is megfigyelhető volt a zsidóság gazdasági és társadalmi előretörésével szembeni ellenérzés és a jelenség visszaszorításra irányuló igény. A zsidóság térnyerésének 19. század második felétől markánsabban zajló folyamatát tetézte 1914 után számos tényező, mint például a világháborúban elesett zsidó származásúak viszonylag alacsony száma, a húszezer fős galíciai zsidó menekültáradat negatív jelenségei, a zsidó szervezetek elsősorban hittársaikat segélyező tevékenysége, amelyet más felekezetűek gyakran kirekesztésnek éreztek, a fekete- és lánckereskedelemben részt vett zsidók szerepének sajtóban és a közbeszédben történő kihangsúlyozása, valamint hogy a magyar közvélemény 1918–1919 eseményeit, de különösen a Tanácsköztársaságot, mint a zsidók hatalomra kerülését fogta fel („vörös terror = zsidó terror”). Az egyetemi ifjúság a zsidóság térnyerésének problémáját  különösen életközeliként élte meg, mivel számukra a zsidó hallgatók magas aránya mindennapos tapasztalat volt. Különösen a jogi, orvosi, műegyetemi és bölcsész karokon (30% fölött), míg a hasonló értelmiségi szakmákban 1910-ben Budapesten orvosoknál 59%, ügyvédeknél 61%, újságíróknál 48% volt a zsidók aránya. Ennek megfelelően a zsidóság befolyásának visszaszorításra irányuló igény az antiszemitizmus különböző formáin keresztül a Turul eszmeiségében és tevékenységében végig fontos szerepet játszott.

### Egyetemi rendfenntartó alakulatok a kommunista diktatúra bukása után
1919-ben, a kommunista diktatúra után a fővárosi egyetemeken és főiskolákon a jobboldali radikális fiatalság aktivizálódott, és karhatalmi alakulatokat (ún. medikus, tudományegyetemi és műegyetemi csendőrzászlóaljakat) hoztak létre a rend fenntartására, a baloldali érzelmű és zsidó hallgatók eltávolítására. Augusztusban az orvoskaron és a Műegyetemen a zsidó hallgatókat kiverték az egyetemről. (Petíciójukat - „Követeljük az összes zsidó és bolsevik kitiltását” - egy nap alatt 370 diák írta alá, a rektor egyetértését fejezte ki.)
E félkatonai csoportokból alakultak a két világháború közötti időszak meghatározó egyetemi ifjúsági szervezetei, az ún. „bajtársi szövetségek”.

### Jobboldali diákszövetségek alakulása 1919 végétől
A Medicus zászlóalj csoport 1919. augusztus 3-án, a Tanácsköztársaság bukásával szinte egy időben jelentette be a Turul Szövetség megalakítását, a budapesti Tudományegyetemen, az ott tanuló nemzeti érzelmű diákság összefogásának céljával. Kevéssel ezután megalakult a műegyetemisták Hungária Magyar Technikusok Egyesülete, 1921-ben a csak katolikusokat tömörítő Foederatio Emericana, végül 1927-ben a Habsburg-párti legitimista Szent István Bajtársi Szövetség. E négy nagyobb szövetség közül a Turul tett szert legnagyobb befolyásra az egyetemi hallgatók között, a többiek szűkebb csoport képviseletét tűzték ki: a Hungária csak a Műegyetemen működött, az Emericana csak katolikus ifjakat tömörített, a Szent István a királyválasztásban képviselt szigorú, szűkebb kör által képviselt álláspontot.
1921-ben a turulosok kiálltak Horthy Miklós mellett IV. Károly visszatérési kísérletei idején, így a kormányzó mellett harcoltak az 1921 őszi budaörsi csatában is.

### 20-as évek: az egyetemi zsidóverések korszaka
A 20-as években a Turul működésében a központi elem a zsidóellenesség, a zsidók gazdasági, társadalmi befolyásának és az egyetemeken a zsidó hallgatók arányának csökkentése volt, a magyarság országon belüli életlehetőségeinek visszaszerzése és megtartása érdekében. Tevékenységük elsősorban zsidó hallgatók elleni rendszeres egyetemi atrocitásokban, zsidóverésekben és 1928 után minden tanévkezdéskor megrendezett antiszemita tüntetések szervezésében nyilvánult meg. Fő irányelvük az 1920-as numerus clausus gyakorlati megvalósítása,  illetve a törvény 1928-as „meggyengítése” után az addig elért, lecsökkentett felvételi számarányok megvédése.
Tőrös Sándor a szövetség első fővezére 1936-ban így ostorozza a vezetést egy tisztújító gyűlésen:
„Mink, akik két félévben egy zsidót sem engedtünk be az egyetemre, mert a dékán aláírás nélkül nem engedett be senkit. Mi, akik ha kell, elpusztulunk egy szálig, de a numerus-claususból nem engedünk, mi nem azt vártuk, hogy ti ne valósítsátok meg a közélet minden terén, hogy ti 13,8 % mellett büszkén hordjátok a Turul sisakot. Azt vártuk, akartuk, hogy kint mindenütt, hogy az orvosi pályán és mindenütt csak az 5 %-nak megfelelő legyen. Mit váltott valóra a Turul?” 

### Turul az ország első számú diákszervezetévé válik
A Turul Szövetség a 20-as évek második felére a legnagyobb, országos szintű felsőoktatási diákszervezetté nőtte ki magát.  Az 1930-as évek végére már körülbelül 40 000 tagot számlált, több baloldali és kommunista hallgató is tagja lett a szövetségnek.
Egyetemistaként Turul-tagként is tevékenykedett több a Rákosi-korszakban ismertté vált kommunista személyiség, így Losonczy Géza újságíró, Kállai Gyula, a Dobi-kormány külügyminisztere (1949–1951), Zöld Sándor (belügyminiszter 1950-51), Janikovszky Béla (szegedi ÁVO parancsnok, Komlós János felettese), aki a budapesti orvostanhallgatók alkotta Csaba Bajtársi Egyesület tagja volt, és a Turul hivatalos antiszemita ideológiáját vallotta magáénak.

### Szélesedő arculat, népi és szociális mozgalom 1932-től
A turulosok által leginkább tisztelt Gömbös Gyula kormányra kerülése táján fővezérré választott Végváry József vezetése alatt a Turul igazi tömegmozgalommá fejlődött, ideológiája is változáson ment keresztül. Meghirdették a  paraszti és munkásszármazású fiatalok felvételét, egyre erősebb szóhoz jutottak a népi mozgalom képviselői, a falukutatók. Közben kihívásként kell szembenéznie a megjelenő új, szélsőjobboldali nyilas pártokkal, amelyek vezetői között számos turulista felbukkan. Ők Gömbössel szemben teljes őrségváltást, a zsidósággal szembeni jóval radikálisabb megoldást akarnak, sokszor erősen németellenes éllel.

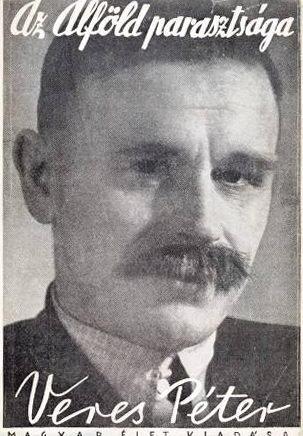
Veres Péter, a népi szárny tiszteletbeli „dominusa” 1942-ben

Végváry a korábbi élesen zsidóellenes irányzat helyett elsősorban a szociális változásokat sürgette, természetesen fenntartva a magyar faj védelmét és a német- és zsidóellenes beállítódást. Határozottan támogatta a Gömbös-kormány zsidóellenes törekvéseit és a revíziót, de fellépett a nyilasok ellen.
A Turul szociális tevékenysége 1933 és 1938 között megerősödött. Sorra létesültek olyan lényeges intézmények, amelyek valóban említésre méltó szerepet játszottak a harmincas évek egyetemi életében, szórakozást, sportolást biztosítva, illetve segítve az ifjúság szociális gondjain: Turul Menza, Turul kollégium, Turulvár, Turul lőtér, Turul vízi- és sporttelepek, Turul nyelv-tanfolyamok, Turul színház- és sportjegyiroda, Turul szemináriumok, Turul Munkatábor, Turul Sütőüzem, Turul Vaskereskedelmi Vállalat. Emellett helyi szinten is pezsgő, polarizált egyesületi élet zajlott országszerte.
A kormányzat támogatásával nagy sikerű népfelvilágosító rendezvényeket szerveztek (Magyar Egészség Hete, Egészségvonat, Magyar Nép Hete), bár a kapcsolódó propagandában már a népjóléti célok mellett megjelenik a Turul  fajvédő töltete is.
A szélesedő arculattal a Turulon belül egyre inkább elkülönült a jobboldali  és baloldali (népi és kommunista) irányzat, végül e törésvonalak mentén a Turul 1943-ban kettészakadt.

### Megszűnése 1945-ben
Az ország szovjet elfoglalása után hatalomra kerülő új politikai elit a Turult, a Horthy-korszakbeli többi jobboldali szervezettel együtt ideológiailag, politikailag kifejezetten az ellenségének tekintette. A szövetséget 1945-ben feloszlatták. Az Ideiglenes Nemzeti Kormány törvényen kívül helyezte.

## A Turul Szövetség szellemisége
A Turul szellemiségének középpontjában, hasonlóan a másik 3 bajtársi szövetséghez, a hazafias „bajtársi eszme” áll, amely elsősorban a keresztény-nemzeti gondolkodást, a militarizmust, a revizionizmust és az antiszemitizmust foglalta magába.

### Az egyetemisták közt legnépszerűbb politikus: Gömbös Gyula
A 20-as, 30-as években a fajvédő Gömbös Gyula példátlan presztízst élvezett az egyetemi ifjúság körében. A bajtársi egyesületeken belül pedig – az 1921. októberi budaörsi csata óta – valóságos Gömbös-kultusz bontakozott ki, amely 1944-ig fennmaradt. A fiataloknak imponált Gömbös meg nem alkuvó stílusa, mellyel radikális megoldást ígért az 1918 után hirtelen megnövekvő értelmiségi munkanélküliségre, széles, keresztény-nemzeti szellemű tömegeknek helyezve kilátásba az értelmiségi boldogulás lehetőségét.
A Turul alapvető céljának tekintette a tagjainak segélyezését, így az egyetemet kezdő, nehéz szociális helyzetű hallgatókat. Ezért a Turul tagszervezeteibe nem csak ideológiai, de szociális alapon is léptek be hallgatók, akik nem is feltétlenül szimpatizáltak ideológiájával vagy módszereivel.
A Turul a Horthy-rendszert fajvédő alapról kritizálta, s követelte a zsidó- és német- (sváb-) ellenes „őrségváltást”, valamint azt is, hogy a keresztény parasztságot politikai, gazdasági és szociális jogokkal ruházzák fel. A Turulban is jelen volt az akkor általános nézet, miszerint a magyarság boldogulását két belső ellenség, „az értelmiségi helyekre tolakodó zsidók” és a „földet elfoglaló svábok” teszik lehetetlenné.

„ [...] Méltóztassék megengedni annak megállapítását, hogy a háború után éppen a magyar ifjúság és kimondottan annak éppen húsz év előtt alakult szerve, a Turul Szövetség volt az első, amely a magyar gazdasági, szellemi és kulturális életben teljes hatalmi súllyal elterpeszkedő zsidóság ellen felemelte tiltó szavát. Állásfoglalásunkban nem az okvetetlenkedő antiszemitizmus vagy az elfogult gyűlölködés vezetett bennünket, hanem kimondottan az élet joga. Ez a magyar fiatalság bárhova ment el, bárhol próbálkozott elhelyezkedni, mindenütt ridegen lezárt ajtókba ütközött. Számuk évről-évre félelmetesen nőtt és ebben az arányban rosszabbodott az elhelyezkedési lehetőség. [...] 
”

– Dr. Végváry József (képviselő, Turul Szövetség  fővezér) beszéde, a II. zsidótörvény tárgyalása az Országgyűlésben, 1939. március 2.

„ [...] Mérhetetlenül aggaszt bennünket a Dunántúl sora, amelynek 42%-a nagybirtok. Amikor a Dunántúl egyes vidékein kihal a tisztafajú magyarság, azt kell látnunk, hogy a szapora és szorgalmas sváb családok lépésről lépésre elfoglalják a magyar földet. [...] 
”

– Ambrus József (Turul Szövetség  fővezér), Teljes rendszerváltozást követelünk c. cikk

A 30-as évek végére széles tömegmozgalommá fejlődő Turul a korszak közhangulata szerint nem szélsőséges szervezetnek, inkább széles körben elfogadott  jobboldali egyesületnek számított, amely nemzeti-konzervatív értékrendjével, trianoni revízionizmusával, a zsidóság visszaszorítását célzó antiszemitizmusával többé-kevésbé híven kifejezte a korabeli közvéleményt.

### A Turul Szövetség jelentősége
A Turul Szövetség, a két világháború közötti időszak legerősebb társadalmi- és egyetemi szervezeteként jelentős befolyással rendelkezett a korszak közgondolkodására, és érdekérvényesítő képessége folytán – különösen Gömbös Gyula és Darányi Kálmán miniszterelnöksége alatt – bizonyos fokig alakította a politikai döntéseket, történelmi folyamatokat is.
Kerepeszki Róbert szerint „a Turul a két világháború között, markáns gondolkodásmód-formáló erővel bírva, a fiatal értelmiségi generáció jelentős részére hatást gyakorolt, olyanokra, akik az 1930-as évek folyamán fontos vagy megbecsült társadalmi pozícióba kerül(het)tek.”

## Szervezeti felépítés
A Turul országos csúcsszervezetként az ország felsőoktatási intézményeiben működő tagszervezeteit, az ún.  „bajtársi csoportokat”  fogta össze. Például a jogászokat tömörítő Werbőczy Bajtársi Egyesületet, az orvoskari Csabát, a bölcsészkari Árpádot stb.) Legismertebb vezetője, fővezére  Dr. Végváry József volt 1932-1939 között. Az egyetemről kikerülő fiatalok a diplomájuk megszerzése után is megtarthatták tagságukat (őket nevezték „dominusoknak” vagy „öreguraknak”), és tevékenykedtek a turulosok érdekében (a bajtási eszme terjesztése, állásszerzés a felsőoktatási intézményekből frissen kikerülők számára, rendezvényszervezés stb.). A 30-as években a Turul nyitott a paraszt és munkás fiatalok felé, és megkezdődött az ún. vegyestörzsek, munkástörzsek megszervezése, melyeket egyetemisták és munkás-paraszt származású fiatalok vegyesen alkottak. Mindezek hatására a Turul egyetemi ifjúsági mozgalomból szélesebb társadalmi mozgalommá vált.

## Formális jellemzők, ruházat, tisztségek
A szövetség tagjai rendszerint tradicionális neveket viseltek (daru, levente), akárcsak tisztviselői (vezér, nádor, íródeák). A turulisták viseletének része volt a német mintájú tányérsapka, valamint az ún. Bocskai-sapka.

## Példák a Turul tevékenységére

### Szegedi antiszemita egyetemi megmozdulások 1930-1933[13]
A zsidó származású hallgatók aránya, különösen a jogi és orvosi karokon Szegeden is a budapestihez hasonlóan magas arányt mutatott,  és az egyetemi közhangulat is hasonló volt. A 20-as évektől a szegedi egyetemen is megszerveződtek a Turul Szövetség bajtársi csoportjai a nem zsidó egyetemi hallgatók körében. Fő céljuk a zsidók visszaszorítása és a konzervatív, keresztény érdekek képviselete volt az egyetemi és társadalmi életben. A numerus clausus megszüntetése után a turulos hallgatók fellépésével 1930-1933 között összetűzések alakultak ki a zsidó hallgatókkal.
1930. novemberében az egyetemen zsidóellenes incidenssorozat alakult ki, melyek alapja az volt, hogy állítólag egy zsidó származású medika  megsértette keresztény vallású orvostan-hallgatónő társát. November 10-én a személyes ügy alapján a bajtársi szövetséges egyetemista fiúk inzultáltak és bántalmaztak zsidó hallgatókat a szegedi egyetem mindhárom karán. A történtekről eltérően számolt be a zsidó tulajdonosú, liberális Délmagyarország illetve a jobboldali, konzervatív Szegedi Új Nemzedék.
A Délmagyarország tudósítása szerint a jogi karon antiszemita fiatalok „sorfalat álltak, s pofonokkal és rúgásokkal adták  egymásnak tovább a kézre került zsidókat”.  A verekedő diákok főleg vidékiek, vezetőjük Gabriel Tibor  szegedi joghallgató volt. A bölcsészkaron „két zsidó egyetemi hallgatót inzultáltak, az egyiket hátulról ütötték fejbe”.  A támadók szemtanú bölcsészhallgatók szerint Werbőczy és a Csaba bajtársi  egyesület tagjai voltak. A zsidóellenes fiatalok ezután az orvosi  kar Kossuth Lajos sugárúti anatómiai intézetéhez vonultak, Kiss  Ferenc professzor azonban bezárta előttük az  épületet. Közben a helyszínre érkezett Kováts Ferenc rektor, és erélyesen föllépett az antiszemita megmozdulás ellen.
A jobboldali Szegedi Új Nemzedék beszámolója szerint viszont a „mártíromságra törekvő  zsidó diákok hétfőn verekedést és botrányt akartak provokálni az egyetemen” és a jogi karon sem történt verekedés, a tüntetők csupán „a legnagyobb csendben  és rendben tudomására hozták a zsidó hallgatóknak, hogy azonnal hagyják el az  épületet”.
Másnap a Turul Szövetség bajtársi szövetségekbe tömörült egyetemi hallgatói a Délmagyarország kiadóhivatala előtt tüntettek. A mintegy négyszáz fő Le a zsidó sajtóval!  Abcug Délpalesztina! Pusztuljanak a diákevők! Éljen a keresztény sajtó! jelszavakat skandált, majd kövekkel bezúzta a kiadó ablakait, mire a rendőrség a diákokat kardlapozással szétoszlatta.
1931. november 12-én a Kossuth Lajos sugárúti anatómia intézet előtt 25-30, főleg elsőéves egyetemista tüntetett zsidóellenes  jelszavakat skandálva. Ugyanezen a napon a bölcsészkaron „Mályusz Elemér tanár órája után gyűltek össze a diákok, kiabáltak, zajongtak, valaki közülük a tanterembe  egy játékbűzbombát dobott” , amely azonban nem robbant föl. A  diákokat végül Buday Árpád bölcsészkari dékán 11 fékezte meg, aki „kilökette az altisztekkel az egész társaságot”. Az itt tanuló Radnóti Miklós szerint a bajtársi szövetségekben tevékenykedő jogászhallgatók  mentek át a bölcsészkarra tüntetni. A Szegedi Napló című lapban 1931.  november 14-én Buday Árpád nyílt levelet tett közzé, amelyben elismerte a  rendbontást, de cáfolta antiszemita jellegét, valamint a verekedésről  szóló híreket.

### Szeged, egyetemi izraelita-keresztény elkülönítési javaslat, 1933[22]
1933 végén a szegedi egyetem jobboldali hallgatókból álló Turul Bajtársi Szövetsége javasolta, hogy az egyetemi előadásokon az izraelita és keresztény hallgatók elkülönítve foglaljanak helyet, és a zsidó hallgatók csak a keresztény hallgatók mögé  ülhessenek a hátsó sorokba. A javaslat ellen a zsidó hallgatókat képviselő MIEFHOE az egyetem rektorához fordult, emberi  méltóságuk és magyar nemzeti érzésük megvédését kérve. Az egyetemi  tanács határozatban utasította el a Turul által javasolt rendszert, leszögezve, hogy annak érvényesítését meg fogja akadályozni. Az eset  azt mutatta, hogy az egyetem hallgatói között jelen volt a  zsidóellenesség, az antiszemita megmozdulások az 1930-as évek első felében látványosak voltak és nagy sajtónyilvánosságot kaptak, de nem nyertek hivatalos támogatást. Az egyetem elöljárói, Szeged város vezető politikusai elhatárolódtak e szélsőséges törekvésektől, s igyekeztek biztosítani a különböző vallású, világnézetű hallgatók közötti békés légkört.

## Utóélete 1945 után
A kommunista rendszer kiépülésével a turulos múlt „fekete foltnak” számított szinte minden érintett életpályájában. Egyet jelentett a reakciós, rendszerellenes, nyilas, fasiszta hozzáállás feltételezésével, néhány kivételtől eltekintve.